# Sokka irti
Sokka irti è il settimo album di studio del rapper finlandese Cheek, che è stato pubblicato il 18 aprile 2012 dalla Liiga Music Oy. La pubblicazione dell'album è anticipata dall'uscita dei singoli Pyrkiny vähentää, uscito il 13 gennaio 2012, che prevede la collaborazione del rapper connazionale Spekti, e Sokka irti, uscito il 21 marzo 2012.
L'album entrò nella classifica ufficiale nella 17ª settimana e raggiunse la posizione massima, la 3, nella 19ª settimana.

## Tracce
1. Liiga music
2. Sokka irti
3. Kyyneleet (feat. Sami Saari)
4. Syypää sun hymyyn (feat. Yasmine Yamajako)
5. Ei oikotietä
6. Pyrkiny vähentää (feat. Spekti)
7. Ne tekee
8. 2012
9. Jehu
10. Liian viilee
11. Anna mä meen (feat. Jonne Aaron)
12. Ohituskaistalla (feat. Mikael Gabriel)

## Classifica
| Classifica | Massima posizione |
| ---------- | ----------------- |
| Finlandia  | 3                 |